# مطار فو كوك الدولي
مطار فو كوك الدولي (بالفيتنامية: Sân bay quốc tế Phú Quốc أو Cảng hàng không quốc tế Phú Quốc)(إياتا: PQC، إيكاو: VVPQ) هو مطار يخدم مدينة فو كوك، فيتنام.

## شركات الطيران والوجهات
| شركـات طيـران               | الوجهات |
| --------------------------- | --- |
| طيران آسيا                  | مطار كوالالمبور الدولي |
| خطوط آسيانا الجوية          | مطار إنتشون الدولي |
| Azur Air                    | موسمي عارض: مطار يميلانو الدولي، مطار فنوكوفو الدولي، مطار كولتسوفو الدولي |
| بامبو إيرويز                | مطار كن تاه الدولي، مطار دا نانغ الدولي، مطار نوي باي الدولي، مطار تان سون نهات الدولي، مطار ثو شوان |
| طيران بانكوك                | مطار سوفارنابومي الدولي |
| Jeju Air                    | مطار إنتشون الدولي |
| كوريا للطيران               | موسمي: مطار إنتشون الدولي |
| خطوط لوت الجوية البولندية   | عارض: مطار وارسو فريدريك شوبان |
| خطوط لاكي الجوية            | مطار كونمينغ جانغشوي الدولي |
| خطوط طيران أوكاي            | مطار نانينغ الدولي |
| Pacific Airlines            | مطار تان سون نهات الدولي موسمي: مطار دا نانغ الدولي موسمي عارض: مطار ونزهو يونجقيانج الدولي، مطار كونمينغ جانغشوي الدولي |
| SCAT Airlines               | موسمي: مطار ألماتي الدولي |
| Thai VietJet Air            | مطار سوفارنابومي الدولي |
| الخطوط الجوية الأوزبكستانية | موسمي: مطار طشقند الدولي |
| خطوط فيت جيت                | مطار دا نانغ الدولي، Hai Phong ‏، مطار نوي باي الدولي، مطار تان سون نهات الدولي، مطار هونغ كونغ الدولي، مطار إنتشون الدولي، مطار فينه الدولي موسمي: مطار انديرا غاندي الدولي، مطار تشاتراباتي شيفاجي الدولي موسمي عارض: مطار تشنغدو شوانغليو الدولي، مطار هانغتشو شياوشان الدولي، مطار نينغبو ليش الدولي |
| الخطوط الجوية الفيتنامية    | مطار كن تاه الدولي، مطار لين خونج، مطار دا نانغ الدولي، Hai Phong ‏، مطار نوي باي الدولي، مطار تان سون نهات الدولي، مطار فينه الدولي موسمي: مطار شيريميتييفو الدولي، مطار نوفوسيبيرسك، Vladivostok، مطار كولتسوفو الدولي عارض: مطار كونمينغ جانغشوي الدولي، مطار إنتشون الدولي، مطار سنن شوفانغ الدولي   |
| Vietravel Airlines          | عارض: مطار نوي باي الدولي، مطار تان سون نهات الدولي |